# 무찰린다
무찰린다(한국 한자: 目眞隣陀 목진린다)는 인도 신화에 등장하는 나가라자(용왕) 중 하나다. 불교에서는 부처에게 귀의했다고 한다. 석가모니불이 보리수 아래에서 명상을 하고 있는데, 그 보리수에 무찰린다가 살고 있었다. 무찰린다는 부처의 위대함을 눈치채고 조용히 지켜보았다. 잠시 뒤 거센 폭풍이 불어오자 무찰린다는 자신의 몸을 일곱 번 휘감아 7일간 부처를 비바람으로부터 보호했다. 그러다 사람의 모습이 되어 부처에게 귀의했다고 한다.